# 見知らぬ二人
『見知らぬ二人』（原題：Another Passenger）は、アメリカ合衆国のシンガーソングライター、カーリー・サイモンが1976年に発表した6作目のスタジオ・アルバム。

## 背景
テッド・テンプルマンがプロデューサーに起用された。「孤独の天使（原題：It Keeps You Runnin'）」は、ドゥービー・ブラザーズがアルバム『ドゥービー・ストリート』（1976年）で発表した曲のカヴァーで、本作のヴァージョンにもドゥービー・ブラザーズのメンバーのうち6人が参加している。また、「ワン・ラヴ・スタンド」はリトル・フィートがアルバム『ラスト・レコード・アルバム』（1975年）で発表した曲のカヴァーで、リトル・フィートのメンバー5人がバックを務めた。

## 反響・評価
アメリカでは本作がBillboard 200で29位を記録し、シングル「孤独な天使」がBillboard Hot 100で46位を記録した。
William Ruhlmannはオールミュージックにおいて5点満点中3点を付け「結果として、このアルバムは味のあるフレーズに満ちているとはいえ、時としてカーリー・サイモン的でないサウンドになった」と評している。一方、ケン・タッカーは『ローリング・ストーン』1976年8月12日号掲載のレビューにおいて「カーリー・サイモンの最高のレコード」「ドゥービー・ブラザーズのジェフ・バクスターとマイク・マクドナルドが、あちこちで優れた効果を上げている」「革新的な散文ではないかもしれないが、ポップ・ミュージックとしてはなおも衝撃的な作品」と評している。

## 他メディアでの使用例
サイモンは娘のサリー及び息子のベンと共に『セサミストリート』に出演して本作収録曲「私と二人で」を歌唱しており、この曲は『セサミストリート』関連楽曲のコンピレーション・アルバム『In Harmony』（1980年）にも収録された。

## 収録曲
特記なき楽曲はカーリー・サイモン作。
1. ハーフ・ア・チャンス - "Half a Chance" (Carly Simon, Jacob Brackman) - 2:55
2. 孤独な天使 - "It Keeps You Runnin'" (Michael McDonald) - 3:58
3. フェアウェザー・ファーザー - "Fairweather Father" - 3:35
4. カウ・タウン - "Cow Town" - 4:20
5. ヒー・ライクス・トゥ・ロール - "He Likes to Roll" - 3:36
6. あなたに夢中 - "In Times When My Head" - 3:30
7. ワン・ラヴ・スタンド - "One Love Stand" (Paul Barrere, Bill Payne, Kenny Gradney) - 3:28
8. リヴァーボート・ギャンブラー - "Riverboat Gambler" (C. Simon, J. Brackman) - 3:58
9. 夜明けの二人 - "Darkness 'Til Dawn" (C. Simon, J. Brackman) - 3:22
10. ディスオネスト・モデスティ - "Dishonest Modesty" (C. Simon, Zach Wiesner) - 3:08
11. リビー - "Libby" - 4:45
12. 私と二人で - "Be With Me" (C. Simon, Z. Wiesner) - 1:52

## 参加ミュージシャン
- カーリー・サイモン - ボーカル、ギター、アコースティック・ギター、ピアノ、キーボード、チェレスタ
- ジェフ・バクスター - ギター(#1)、スライドギター(#2)、スティール・ギター(#4)
- アンドリュー・ゴールド - ギター(#1)
- パトリック・シモンズ - ギター(#1, #2)
- ジェームス・テイラー - ギター(#3, #12)、バック・アップ・ボーカル(#3)
- ポール・バレア - ギター(#4, #7)、スライドギター(#10)
- トム・ジョンストン - アコースティック・ギター(#4)
- ローリンド・アルメイダ - ギター(#5)
- スティーヴン・ブルーテン - ギター(#6)
- ローウェル・ジョージ - スライドギター(#7)
- ドクター・ジョン - リズムギター(#10)
- グレン・フライ - ギター(#11)
- マイケル・マクドナルド - ピアノ(#1)、キーボード(#2)、エレクトリックピアノ(#6, #8)、バック・アップ・ボーカル(#7)
- ビル・ペイン - キーボード(#4, #7)、オルガン(#11)
- ヴァン・ダイク・パークス - ピアノ(#9)、マリンバ(#9)、アコーディオン(#9)、アレンジ(#9)
- マーク・ジョーダン - ピアノ(#11)
- ニック・デカロ - アコーディオン(#12)
- タイラン・ポーター - ベース(#1, #2)
- クラウス・フォアマン - ベース(#3, #5, #6, #10)
- ケニー・グラッドニー - ベース(#4, #7)
- ボブ・グラウブ - ベース(#8, #11)
- ジョン・ハートマン - ドラムス(#1, #2)
- キース・ヌードセン - ドラムス(#1, #2)
- リッチー・ヘイワード - ドラムス(#4, #7)、バック・アップ・ボーカル(#4)
- ジム・ケルトナー - ドラムス(#5, #6)
- リック・イエーガー - ドラムス(#8, #11)
- アンディ・ニューマーク - ドラムス(#10)
- ヴィクター・フェルドマン - パーカッション(#1, #5)、マリンバ(#3, #5)
- ミルト・ホランド - コンガ(#3)、パーカッション(#5, #6, #10)
- ロバート・グリニッジ - スティール・ドラム
- アンドリュー・ラヴ - サクソフォーン(#1)
- バド・シャンク - フルート(#5)
- NOVI - ヴィオラ(#3, #4)
- フレッド・タケット - マンドセロ(#9)
- デヴィッド・キャンベル - ストリングス・アレンジ(#1, #3, #8, #11)、ヴィオラ(#4)、ウッドウィンド・アレンジ(#8, #11)
- カービー・ジョンソン - ストリングス・アレンジ(#6)
- エレン・キーニー - バック・アップ・ボーカル(#1, #6)
- リア・カンケル - バック・アップ・ボーカル(#1, #6)
- リンダ・ロンシュタット - バック・アップ・ボーカル(#1, #6)
- ジャクソン・ブラウン - バック・アップ・ボーカル(#3)
- リビー・タイタス - バック・アップ・ボーカル(#6)
- ルーシー・サイモン - バック・アップ・ボーカル(#9)
- アレックス・テイラー - バック・アップ・ボーカル(#10)